# 岐阜朝鮮初中級学校
岐阜朝鮮初中級学校（ぎふちょうせんしょちゅうきゅうがっこう、기후조선초중급학교）は、学校法人岐阜朝鮮学園が運営する岐阜県岐阜市にある朝鮮学校。
日本の幼稚園・小中学校に相当する教育を行っている各種学校（非一条校）である。

## 沿革
- 1945年12月 - 岐阜市、旧稲葉郡、御嵩町をはじめ岐阜県内8ヶ所に国語講習所を設置
- 1947年 - 県下7ヶ所の国語講習所を朝聯初等学園に改編
- 1949年 - 朝鮮学校閉鎖令により一時閉鎖
- 1950年11月 - 各地の公立学校内にて民族学級を運営
- 1961年
  - 4月1日 - 岐阜朝鮮初級学校として各務原市に開校。創立当初はお寺の本堂を間借りしていたが、県内の同胞が学校建設のための基金運動を活発化させ1千万円を集めた。
  - 12月6日 - 基金運動の資金をもとに各務原市那加に新校舎竣工
- 1962年4月 - 中級部を設置して現校名となる
- 1966年9月 - 学校法人岐阜朝鮮学園の認可を取得
- 1971年1月 - 新校舎建設委員会発足
- 1972年4月 - 現在地に移転、付属幼稚班を併設
- 1979年2月18日 - 「ウリマル模範学校」授与
- 1980年2月15日 - 「学習模範学校」授与
- 1991年
  - 1月29日 - 「愛校運動模範学校」授与
  - 11月 - 学校創立30周年記念行事開催
- 1996年8月 - 学校創立35周年に際して運動場を全面改修
- 1998年 - 東濃朝鮮初中級学校が休校、岐阜初中と統合
- 2001年11月 - 学校創立40周年記念行事開催
- 2010年 - 同校を支援する市民団体「ポラムの会」結成。以降「ワンコインカンパ」などの支援を継続
- 2011年 - 学校創立50周年記念行事開催
- 2021年 - 土曜児童教室の運営を開始

## 学科
- 中級部
- 初級部
- 幼稚班

## 生徒数
2013年5月時点で52人（うち付属幼稚班が4人）。
2025年5月時点で11人（うち付属幼稚班が3人）。

## 所在地
- 〒501-6121 岐阜県岐阜市柳津町下佐波6丁目56番地